# غشائية مخاطية
غشائية مخاطية (بالإنجليزية: Hymenobacter mucosus)‏ هي نوع من البكتيريا، سلبية الغرام، تتبع الغشائية.